# New Richmond, Wisconsin
New Richmond är en ort i St. Croix County i delstaten Wisconsin, USA.